# Šášina rezavá

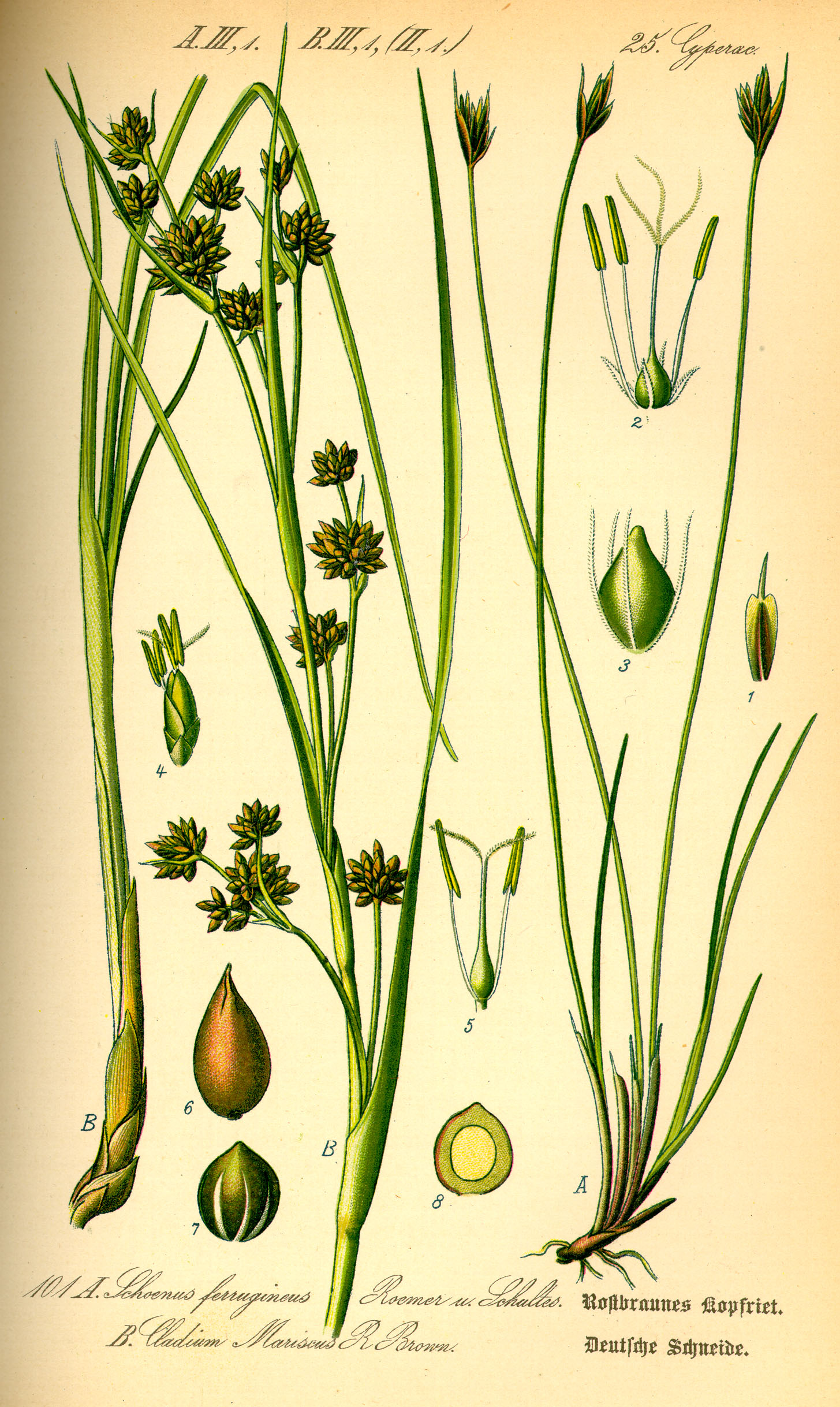
Nákres šášiny rezavé

Šášina rezavá (Schoenus ferrugineus) je vlhkomilná rostlina, jeden za dvou druhů rodu šášina, které se v České republice vyskytují. Přestože je původním druhem české květeny, je pro své náročné ekologické požadavky blízko vymizení a je považována za ohroženou.

## Výskyt
Poměrně řídce se vyskytující druh je rozšířen v pásu od Britských ostrovů přes Francii, Německo a střední Evropu až do Běloruska a na Ukrajinu. Severní hranice rozšíření probíhá Dánskem, jihem Skandinávii a Pobaltím, jižní hranice Švýcarskem, Itálii a Slovinskem až po Rumunsko a Bulharsko. Obvykle se jedná jen o ostrůvkovitý výskyt s velkými vzdálenosti mezi lokalitami, souvislejší areál se nachází jen v přialpské oblasti.
V České republice šášina rezavá vyrůstá jen na několika posledních lokalitách v Polabí. Ty se nacházejí v národních přírodních památkách Polabská černava a Všetatská černava v okrese Mělník a Hrabanovská černava v okrese Nymburk.

## Ekologie
Druh potřebuje ke svému zdárnému růstu úzce vymezenou ekologickou amplitudu. Vyskytuje se pouze na slatinách nebo v okolí vývěrů minerálních pramenů, kde je stabilně vysoká hladina podzemní vody s velkým obsahem uhličitanů.

## Popis
Trsnatá vytrvalá rostlina dosahuje výšky 10 až 30 cm. Z plazivého oddenku rostou v hustých trsech tuhé lodyhy vespod obalené červenohnědými pochvami úzkých listů se žlábkovitou čepelí, listy dorůstají do třetinové délky lodyhy. Na konci lysé lodyhy vyrůstají ve vrcholovém květenství dva až tři rezavě hnědé klásky. Stažené květenství o průměru 1 cm je podepřeno dvěma listeny s pochvami které jsou zhruba stejně dlouhé jako květenství samo. Klásek o délce 8 mm má ve dvou řadách 6 mm dlouhé plevy s hladkým kýlem. Nejspodnější dvě až tři jsou bez květů, obvykle dvě až tři vyšší mají oboupohlavné květy a nejvyšší jen samčí květy. Květ má tři až šest okvětních štětinek, tři tyčinky a čnělku s tříramennou bliznou. Rozkvétají v červnu a červenci, opylovány jsou větrem. Rostliny jsou tetraploidy s 2n = 76.
Plody jsou trojboké tvrdé nažky s krátkým hrotem. Bývají dlouhé asi 1,5 mm a váží 0,3 mg. Po dozrání drží dlouho ve květenství, po okolí se na krátké vzdálenosti rozšiřují větrem, případně je mohou roznášet zvířata v srsti. Rostlina se také rozmnožuje rozrůstáním oddenku.

## Ohrožení
Původní lokality šášiny rezavé zanikly v mnoha případech odvodněním stanovišť, těžbou rašeliny nebo intenzifikaci zemědělství. Likvidaci druhu podporuje i kosení travnatých porostů nebo jejich spásání v době, kdy rostlinám ještě nedozrála semena. Stejné problémy s jejím úbytkem jsou téměř ve všech okolních zemích. V České republice je šášina rezavá prohlášena za kriticky ohrožený druh a je chráněna zákonem podle §1 „vyhlášky Ministerstva životního prostředí ČR č. 395/1992 Sb. ve znění vyhl. č. 175/2006 Sb.“. Do stejné kategorie (C1t) je zařazena i novým „Červeným seznamem cévnatých rostlin České republiky z roku 2012“.